# Frattura
Frattura is een plaats (frazione) in de Italiaanse gemeente Scanno.